# Betiltott könyvek Magyarországon 1945–46-ban
Jelentős számban semmisítettek meg 1945-ben (és a következő néhány évben) olyan könyveket Magyarországon, amelyek kifogás alá estek, háborús propaganda, a győztes szövetséges országok és rendszerük elleni hangulatkeltés, zsidóellenes, fajvédő, nemzeti szocialista beállítottság, revizionista, nacionalista, irredenta propaganda, illetve a régi, háborút vesztett rendszer társadalmi-politikai berendezkedése melletti állásfoglalás miatt.

## A kormányrendelet
A kezdeményező lépés az Ideiglenes Nemzeti Kormánynak a győztes hatalmak követelésére, de saját kezdeményezésére hozott rendelete volt. (A moszkvai  fegyverszüneti egyezménybe foglalt – meglehetősen általános – előírás alapján.) 
Az egyezmény általában hivatkozott pontja így szól: 

16. Időszaki, vagy egyéb irodalmi termékek kiadása és terjesztése, színielőadások rendezése, mozgófényképek bemutatása, rádiószolgáltatás, távbeszélők működése a Szövetséges (szovjet) főparancsnoksággal való megegyezés alapján történik. (Lásd: melléklet 16. pontját.)

A melléklet vonatkozó szakasza:

E) Melléklet a 16. ponthoz.

A magyar kormány kötelezi magát, hogy rádió, távíró és postaösszeköttetést, levelezést, sifrírozott levelezést és futárszolgálatot, valamint a Magyarország területén lévő külföldi követségekkel, küldöttségekkel és konzulátusokkal való összeköttetést azon előírás szerint valósítja meg, amelyet a Szövetséges (Szovjet) Főparancsnokság határoz meg.

Az ennek nyomán megszületett, már említett kormányrendelet (530/1945. M.E.) nem csak esetlegesen kiadásra kerülő sajtótermékek korlátozását írta elő, hanem (elsősorban) már kiadottak bezúzását. A rendelet így fogalmaz:
530/1945. M. E. sz. rendelet
(…)

1. §. Meg kell semmisíteni a könyvnyomdák, könyvkiadóvállalatok, könyvkereskedők, köz- és kölcsönkönyvtárak, iskolai könyvtárak, valamint magánszemélyek birtokában lévő minden fasiszta szellemű, szovjetellenes és antidemokratikus sajtóterméket (könyv, folyóirat, napilap, hirdetmény, röplap, képes ábrázolat stb.), tekintet nélkül arra, hogy az magyar vagy más nyelven jelent meg.
Különösen és kivétel nélkül megsemmisítendő[!] a fasiszta (nemzeti szocialista) politikusok fasiszta szellemű életrajzai, nyilvánosan elmondott beszédei, fasiszta állampolitikát méltató tudományos színezetű művek, a német hadviselést feldicsérő sajtótermékek, a fasiszta politikusoknak ily szellemű művei, a fasiszta pártoknak és kiadóhivataloknak összes politikai jellegű kiadmányai vagy ilyen vonatkozású szépirodalmi termékei stb.
(…)

A rendelet feltehetőleg a Szövetséges Ellenőrző Bizottság nyomására született meg; erre lehet következtetni abból is, hogy a jelek szerint a kormányzat maga is húzódozott annak végrehajtásától. A kiadványok begyűjtése két vonalon folyt, egyrészt a könyvtárak állományának rapid átfésülése nyomán szűrtek ki megsemmisítendő politikai és szépirodalmi műveket, másrészt a lakosságra (és az olyan intézményekre, mint az iskolák, egyházak, egyesületek) gyakoroltak nyomást a tiltó listára került nyomdatermékek beszolgáltatására. A beszolgáltatás elmaradását szankcionálták. Támogatására a Szövetséges (Szovjet) Főparancsnokság kiküldöttei is, a magyar rendőri szervek is – a Politikai Rendészeti Osztály – megmozdultak, gyakran önkényes és szakszerűtlen közbelépésekkel. (Maguk a listák is, miközben a művek legtöbbjének az ezekre történő felvétele általában indokolható, tartalmaztak kétes, nem kellőképpen megokolt vagy legalábbis megkérdőjelezhető tételeket.)
A végrehajtáshoz kiadott további (1330/1945. M E. sz.) rendelet – azon felül, hogy ismét sürgette a folyamat előrehaladását – a könyvek két-két példányának megőrzésére is adott utasítást. (Hogy hol történjen ez, arra nézve némi zavarodottságra adott okot, hogy hol a  Fővárosi Könyvtár, hol a Széchényi Könyvtár szerepelt kijelöltként.)

## Hivatalos listák
A rohammunkában összeállított jegyzékeket Sipos Anna Magdolna munkáját követve mutatjuk be. A rendelet végrehajtására közéleti szereplőkből létrehozták a Fasiszta Sajtótermékek Jegyzékét Összeállító Bizottságot, melynek vezetésével Faust Imrét bízták meg. A bizottság 1946 végéig működött. A tényleges munkát, több jelből következtethetően, könyvtári szakemberek végezték. A hivatalos listákat a Magyar Közlönyben, illetve önálló kiadványok formájában tették közzé. (A későbbiekben utóbbiakat ismertetjük majd.) Körülbelül 4000 könyv, 260 periodika került indexre. (Bár a rendelet nem vonatkozott kifejezetten a tankönyvekre, ennek ellenére ilyeneket is nagy számban semmisítettek meg.)
A négy lista láthatólag tartalmaz duplumokat. (Nem csak abban a formában, hogy mondjuk a II. és III. lista tartalmaz azonos tételeket, de egy listán belül is.)

### Az I. jegyzék[18](és annak javított kiadása)[19]
A jegyzéken szereplő alkotások többségét az antiszemita és antibolsevista művek, illetve a zsidóság kommunista kapcsolatait taglaló kiadványok tették ki. 

### A II. jegyzék[20]
Ebbe a könyveken és az időszaki kiadványokon túl aprónyomtatványok, illetve zeneművek is belekerültek. (1946-ban második, javított kiadása is megjelent, de ennek nem tudjuk bemutatni elérhető példányát.)
A zsidókra vonatkozó jogszabályok közül itt már csak főként a végrehajtására és értelmezésére közreadottak szerepelnek.

### A III. jegyzék[21]
A fajvédőnek, nemzeti szocialistának és fasisztának tartott szervezetek közül a harmadik jegyzéken meghatározó a levente- és a cserkészmozgalommal kapcsolatos művek megjelenése.
A III. jegyzéken túlsúlyba kerültek az irredentának, sovinisztának, nacionalistának és revizionistának minősített művek. 
Megjelentek továbbá a felsorolásban vallással és egyházakkal kapcsolatos munkák. Ez előrevetíti, hogy a jegyzékek (és a későbbi, az ötvenes években született, inkább csak korlátozott nyilvánosságot kapott listák) az eredetileg megfogalmazott célon túlmenő hatást is akartak gyakorolni. Ideológiai, politikai, társadalmi befolyásolásra törekedtek.

### A IV. jegyzék[23]
Tervezték további listák kiadását, de végül ez az 1946-ban megjelent kiadvány lett az utolsó. A IV. számú jegyzék aprónyomtatványokat is felsorol, pl. Keresztes hadjárat emléklap (plakát), Magyarország elzsidósodása (röplap). 
A betiltott zsidóellenes munkák többségét itt már a jogszabályok tették ki, a többi a korábbi jegyzékekben már szerepelt.
A IV. számú jegyzék két egyháztörténeti munkát is tartalmaz.

## A kifogásolt sajtótermékek begyűjtése és megsemmisítése
A megsemmisítésre szánt kiadványok begyűjtésére (ismételten meghosszabbított) igen rövid határidők álltak rendelkezésre. A papírhiány miatt az eljárást igyekeztek úgy irányítani, hogy a rendelet hatálya alá eső nyomdatermékek a papírmalmokban végezzék. Ez azonban nem mindig sikerült, előfordultak helyi megsemmisítések.
A szelektálás nyomán sok olyan kiadvány is veszélybe került, melyek megtartása célszerű lett volna. (Nem csak azért, mert esetleg tolerálható tartalmuk lett volna, de néhány, zártan kezelt példányban a történelmi kutatás és az igazságszolgáltatás érdekei miatt is.) A kiválogatás sürgetett és erőszakos volta miatt csak egy fellépésről tudunk: Fitz József, a Széchényi Könyvtár főigazgatója fordult főnökéhez, a Nemzeti Múzeum elnökéhez, szakmai indokú rendeletmódosítást javasolva. Fellépése lényegében eredményes volt. A jegyzékek maguk is tartalmaztak korrekciókat, de néhány könyv megsemmisítése már megtörtént, mire javították a minősítésüket, hogy nem tekintendők fasiszta irodalomnak.
Már 1945 elején megkezdődött a tankönyvek lecserélése is. A Néptanítók Lapja helyére lépő Köznevelés című lapban miniszteri közlemény jelent meg, mely előírta az új  tankönyvek és más segédkönyvek használatát, a régiek beszolgáltatását (néha javítását).

## Szemelvények a jegyzékekből
A listák jellegének érzékeltetésére néhány művet felsorolunk (a jegyzékeket itt összevontan kezelve). Ezek bemutatása, csoportosítása Sipos Anna Magdolna már említett írását követi. (A nevek és műcímek írásmódjában azonban néha ettől eltérve; például mert Wikipédia szócikk áll róluk rendelkezésre.) Az esetenként zárójelben szereplő évszám a keletkezési időre utal. 
- Antiszemita, zsidóellenes, a zsidóság kommunista kapcsolatait taglaló művek

Adamovich József: Tiszaeszlár, Fehérváry József: Szamuely halálvonata, Bosnyák Zoltán: Harc a zsidó sajtó ellen – Útban a világuralom felé (Cion bölcseinek jegyzőkönyve és a berlini protokollper), Méhelÿ Lajos írásai, Drozdy Győző: A zsidóság és a bolsevizmus, A GYOSZ vakmerő rohama a jobboldali Magyarország ellen, Breit József: A magyarországi 1918/19. évi forradalmi mozgalmak és a vörös háború története, Csopják Attila: A magyar zsidóság sok és nagy bűne stb.
- A szovjetrendszer működését kedvezőtlen színben feltüntető, szovjetellenes, a bolsevizmus, illetve a vörös terror ellenes munkák

Buza Barna: A kommunista összeesküvés (1919), Melszky: A bolsevizmus barbár pusztítása az orosz műkincsekben, Viccekben él a szovjet (1919), Migend Dezső: Magyar honvéd a „Szovjetparadicsomban”, Dajbukát Jenő: Szovjet-orosz egészségügyi viszonyok (1942), Incze Kálmán: Új szomszédunk a Szovjet (1940), Nyilas áfium – vörös maszlag (1939), Harcoló magyar honvéd – Képek a Szovjet elleni hadjáratból, Erdélyi János: Mechanizált orosz kollektív gazdálkodás stb.
- 1945-ben fasisztának tartott politikusok és más személyiségek írásai, az eszméiket terjesztő, az életüket bemutató írások

Andrássy Gyula: Diplomácia és világháború (1921), Darányi Gyula: Feladatok a nemzetvédelem terén, Hóman Bálint (egyes beszédeit tartalmazó kötete), Festetics Domonkos gróf beszédeinek gyűjteménye, Klebelsberg Kuno: Világválságban stb.
Hitler, Göring, Göbbels, Mussolini, Ribbentrop, Szálasi, Gömbös, Imrédy, Horthy Miklós, Horthy István, Antal István, Bárdossy László, Böszörmény Zoltán, Migray József egyes kötetei, illetve teljes életművük, Haller István, Wolff Károly, Kállay Miklós, Julier Ferenc, Keresztes-Fischer Ferenc, Somogyváry Gyula stb.
- Pártok, szervezetek kiadványai

A Nyilaskeresztes Párt országépítő programja, A Vitézi rend története, szervezete és tagjainak névsora, Az Egyesült Keresztény Liga alapszabályai (1941), Anyagi intézkedések az 1942/43. leventekiképzési évre, Emese levente-leánykönyv, berethei Marton Béla: A Magyar Országos Véderő Egyesület, MOVE történetének és alapgondolatának vázlata stb.
Nemzeti Egység Pártja, Ébredő Magyarok Egyesülete, Magyar-Német Társaság, Turul Szövetség, Magyar Megújulás Pártja, KALOT, Baross Szövetség, Magyar Asszonyok Nemzeti Szövetsége, Frontharcosok Szövetsége, Országos Nemzetvédelmi Szövetség, Protestáns Diákszövetség, Magyarországi Máltai Lovagok Szövetsége, EMKE, Magyar Ügyvédek Egyesülete, Sajtókamara stb. által kiadott könyvek
- Irredenta-revizionista, soviniszta kiadványok, militarizmus

Balogh-Beéry László: A magyar-lengyel közös határ és a ruthén terület, Gergely Pál: Székelyföld mindig zöld, Czabafy András Trianoni strófák (verseskötet), Vályi Nagy Géza (szerk.) Magyar katonaköltészet, Bogya János: Magyar birodalmi gondolat (1940), Asztalos Miklós: A korszerű nemzeti eszme, Fall Endre: Jugoszlávia összeomlása – Délvidék visszatérése, Az erdélyi egyházmegye és a román impérium, Bihari–Csontó: „A 202/43 jelenti!” Így harcolt a Donnál…, Budaváry László: Kassai kriptában (színmű), Táboros József: Katonaversek az ejtőernyősök világából, Délvidéki emlékkönyv (1942) stb.
- A német birodalmi gondolatot, az olasz fasizmust és államot méltató, a japán nemzeti eszmét hirdető munkák

Theodor J. Ängner: Rommel páncélosai, Andocsy Béla: A fasiszta Szicília, Italo Balbo: Repülőrajokkal az Óceánon át, Így láttuk mi Németországot: Tíz beszámoló a kiváló magyar diplomásnők tollából a német nők munkájáról (1940), Nagy Iván: Magyarország kapcsolatai a 2600 éves Japánnal, Géczy Gyula: A német hadsereg rendfokozati jelzései, Gády Béla: A munkás a fasiszta Olaszországban, Imaoka Dzsúicsiró: Új Nippon, F. von Cochenhausen: Német katonai szellem a múltban és a jelenben stb.
- Azok a művek, amelyek a Szövetségesek oldalán harcoló országokat kedvezőtlen színekben mutatták be

F. M. Rentorff: A slum – Nyomortanyák Angliában, Frank Reindhard: Anglia uralma Indiában, A francia vezérkar titkos okmányai stb.
- A vallással és az egyházzal kapcsolatos munkák

Itt még csak éppen megjelentek (először a III. jegyzékben), de feltűnésük már markánsan bizonyítja, hogy a jegyzékek közreadásának más célja is volt, mint a fegyverszüneti egyezményben rögzített sajtótermékek kivonása.
Actio Catholica kiadványok (egy része), Bangha Béla: Örök élet igéi (szentbeszédek és olvasmányok), Harza Lajos: Katolikus egyháztörténelem, Aubermann Miklós: Katholikus egyháztörténelem stb.
- Vitathatók, problematikusak, indokolatlanok

Fekete István: Zsellérek (1940), Tormay Cécile: Megáll az óra, Gulyás Pál: Kommunista könyvtárpolitika (1922), Kiss Lajos (szerk.): 108 magyar népdal, Mécs László, Prohászka Ottokár kötetei, Balogh Lajos: Méhészkedés, Balassa Imre: A magyar királytragédia, IV. Károly, Bárányné Oberschall Magda: Művészettörténet, A Napkelet lexikona (1927), Katolikus lexikon (1931), A Brunszvik Teréz kisdedóvó intézet 1940–41. évi évkönyve, Mindszenty József: Az édesanya stb.